# David Snow
David Snow (Longview, 9 novembre 1989) è un giocatore di football americano statunitense che gioca nel ruolo di offensive lineman per i Pittsburgh Steelers della National Football League (NFL). Al college ha giocato a football all’Università del Texas a Austin.

## Carriera professionistica

### Buffalo Bills
Dopo non essere stato scelto nel Draft NFL 2012, Snow firmò con i Buffalo Bills. Nella sua stagione da rookie disputò 5 partite, di cui due come titolare.

### Pittsburgh Steelers
Nel 2013, Snow passò ai Pittsburgh Steelers senza mai scendere in campo.

## Vittorie e premi
Nessuno

## Statistiche
| Partite totali      | 5 |
| Partite da titolare | 2 |

Statistiche aggiornate alla stagione 2013